# Wishart Island, British Columbia
Wishart Island är en ö i Kanada.   Den ligger i ögruppen Deserters Group  i Regional District of Mount Waddington och provinsen British Columbia, i den sydvästra delen av landet, 3 800 km väster om huvudstaden Ottawa.